# Бојана Стаменов
Бојана Стаменов (Београд, 24. јун 1986) српска је џез и блуз певачица. Широј јавности постала је позната након учешћа у шоу програму Ја имам таленат!. Представљала је Србију на такмичењу за Песму Евровизије 2015 у Бечу, где је са песмом Beauty Never Lies заузела 10. место. Њена евровизијска песма проглашена је неслужбеном „геј химном“, а у лето исте године Бојана је своју песму извела и на амстердамском Прајду.

## Каријера
Бојана се певањем бави од своје седме године. Завршила је три одсека у средњој музичкој школи – за гитару, лауту и ренесансно певање. Учествовала је у трећој сезони талент шоу програма Ја имам таленат! који се емитовао на РТС-у од новембра 2011. до марта 2012. година, а где је у финалу заузела 4. место. Била учесница фестивала и манифестација као што су београдски Beer Fest, Руњићеве вечери у Сплиту, Foam Fest у Београду, Cantat таленти у Новом Саду, Улица отвореног срца у Београду...
Од 2011. године гостује у представама за децу у београдском Позоришту "Бошко Буха".
Изабрана је за кандидата за српског представника на такмичењу за Песму Евровизије. На националном избору Србије 15. фебруара 2015. извела песму под насловом „Цео свет је мој“, композитора Владимира Граића и аутора текста Леонтине Вукомановић. Након што је победила у финалу поред Данице Крстић и Алексе Јелића, представљала Србију на овом такмичењу, одржаном у Бечу од 19. до 23. маја. Са освојена 53 поена, Стаменов је заузела десето место.
Бојана је 13. јуна одржала и свој први солистички концерт, у београдском Сава центру, а након тога започела је и рад на свом првог албуму који ће у целости бити на енглеском језику.
Учествовала је на Фарми 6.

## Фестивали
Руњићеве вечери, Сплит:
- Олуја / Што учинила си ти (са Иваном Киндл и Мариом Хуљевим), 2013

Одбројавање за Беч, српски избор за Евросонг:
- Цео свет је мој, победничка песма, 2015

Евросонг:
- Beauti never lies, десето место, 2015

Београдско пролеће:
- Незгода (Дечје београдско пролеће), 2016
- Ако волиш снажно (Дечје београдско пролеће), 2017
- Љубав је штетна (Дечје београдско пролеће), 2018
- План за летовање (Дечје београдско пролеће), 2019
- Ако волиш снажно / План за летовање (Дечје београдско пролеће), 2021
- Када кажеш љубав (дует са Марком Тољом), награда за најбољу интерпретацију, 2022
- Симпатија (у спомен на наступ Слађане Милошевић на Београдском пролећу 1978. године), Даљине (подсећање на наступ Маје Оџаклијевске на Београдском пролећу 1979. године), гошћа ревијалног дела фестивала, 2024

## Дискографија

### Синглови
- 2011. — „Луди и млади“ (са Алексом Јелићем)
- 2012. — „I Feel Free“ (са DJ Play-om) - Химна Foam Fest-a 2012.
- 2012. — „Spinnin' (Original Mix)“ (са Pookie-m)
- 2013. — „There's No Need to Be Shy“ (са Pookie-m)
- 2014. — „Цео свет је мој / Beauty Never Lies“ - Србија на Песми Евровизије 2015.